# Vitolo (fotbollsspelare född 1989)
Víctor Machín Pérez, mer känd som Vitolo, född 2 november 1989 i Las Palmas, är en spansk fotbollsspelare som spelar för Las Palmas, på lån från Atlético Madrid. Han spelar främst som yttermittfältare.

## Karriär
I juni 2013 värvades Vitolo av Sevilla, där han skrev på ett fyraårskontrakt. I juli 2017 värvades Vitolo av Atlético Madrid, där han skrev på ett femårskontrakt. Vitolo lånades dock direkt ut till moderklubben Las Palmas, då Atlético Madrid hade ett registreringsförbud av nya spelare fram till den 1 januari 2018. Den 4 juli 2021 lånades Vitolo ut till Getafe på ett låneavtal över säsongen 2021/2022. Den 21 juli 2022 återvände Vitolo till Las Palmas på ett låneavtal över säsongen 2022/2023.